# Forrestdale Lake
Forrestdale Lake är en sjö i Australien. Den ligger i delstaten Western Australia, omkring 24 kilometer söder om delstatshuvudstaden Perth. Forrestdale Lake ligger 18 meter över havet. Arean är 1,3 kvadratkilometer. Den sträcker sig 1,5 kilometer i nord-sydlig riktning, och 1,2 kilometer i öst-västlig riktning.
Trakten runt Forrestdale Lake består till största delen av jordbruksmark. Runt Forrestdale Lake är det glesbefolkat, med 12 invånare per kvadratkilometer. Genomsnittlig årsnederbörd är 1 018 millimeter. Den regnigaste månaden är maj, med i genomsnitt 176 mm nederbörd, och den torraste är februari, med 9 mm nederbörd.